# Lexus GX
Lexus GX – luksusowy SUV marki Lexus produkowany przez koncern Toyota Motor Corporation od 2002 roku. W 2023 roku miała miejsce premiera trzeciej generacji modelu.

## Pierwsza generacja
Lexus GX I produkowany był w latach 2002 - 2009.

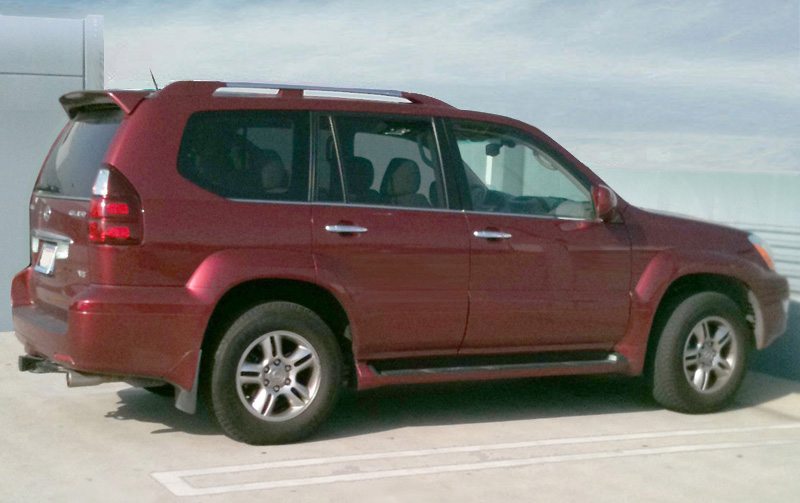
Tył modelu GX I

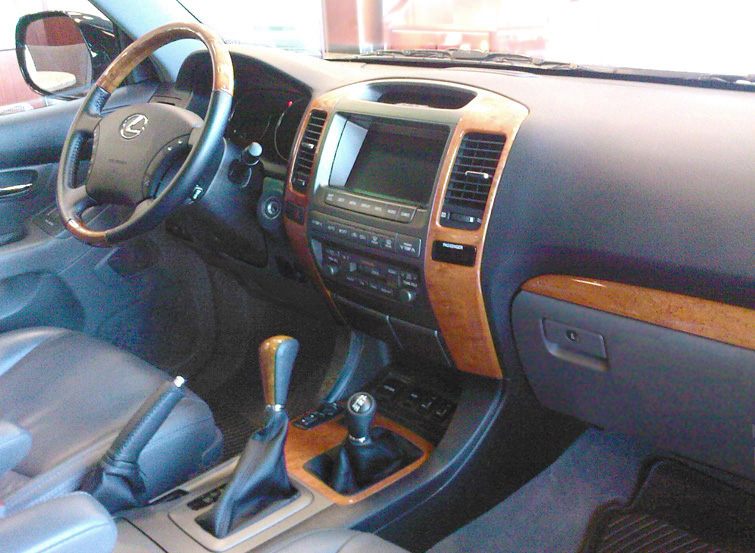
Wnętrze

### Dane techniczne

#### Silnik
- V8 4,7 l (4664 cm³), 4 zawory na cylinder, DOHC
- Układ zasilania: wtrysk
- Średnica cylindra × skok tłoka: 94,00 x 84,00 mm
- Stopień sprężania: b/d
- Moc maksymalna: 272 KM (201 kW) przy 5400 obr./min
- Maksymalny moment obrotowy: 438 N•m przy 3400 obr./min

#### Osiągi
- Przyspieszenie 0-100 km/h: 8,5 s
- Prędkość maksymalna: b/d

### Sprzedaż
| Oznaczenie | Model | Rocznik | Sprzedaż (USA) |
| ---------- | ----- | ------- | -------------- |
| UZJ120     |       |         |                |
| GX 470     | 2002  | 2190    |                |
| GX 470     | 2003  | 31 376  |                |
| GX 470     | 2004  | 35 420  |                |
| GX 470     | 2005  | 34 339  |                |
| GX 470     | 2006  | 25 454  |                |
| GX 470     | 2007  | 23 035  |                |
| GX 470     | 2008  | 15 759  |                |
| GX 470     | 2009  | 6235    |                |

## Druga generacja
Lexus GX II produkowany jest od 2009 roku.
W 2013 roku wraz z Toyotą Land Cruiser auto przeszło facelifting na rok modelowy 2014. Pojazd otrzymał charakterystyczny dla nowych modeli marki Lexus przód ze znaną atrapą chłodnicy oraz zastosowano nowe światła z elementami LED oraz przeprojektowano zderzak z opcjonalnymi światłami przeciwmgłowymi, również w technologii LED. Z tyłu nadwozia zastosowano światła w przezroczystych kloszach oraz zmieniony zderzak. Całości dopełniają nowe wzory felg.

### Facelifting 2019

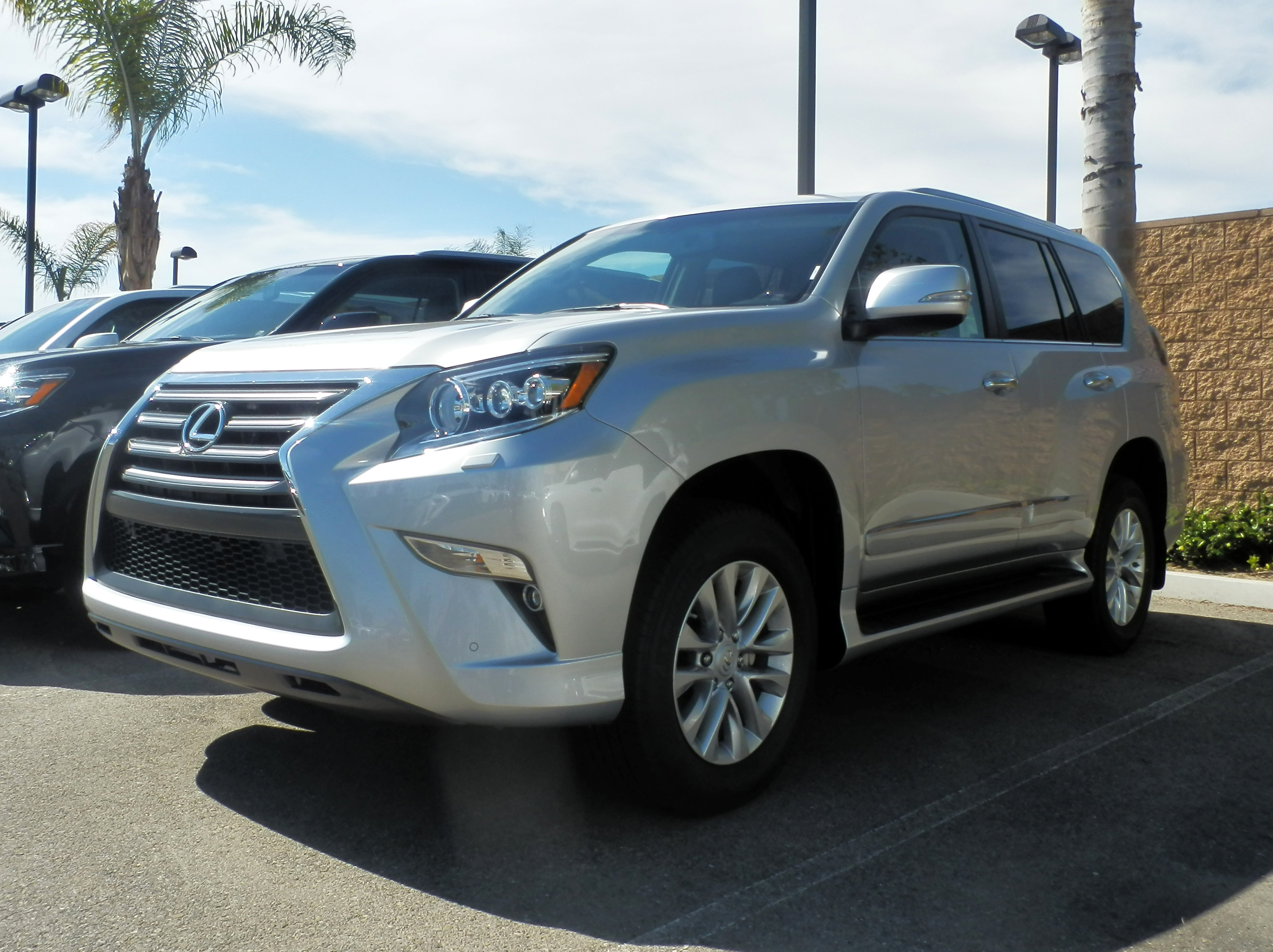
Lexus GX II po liftingu

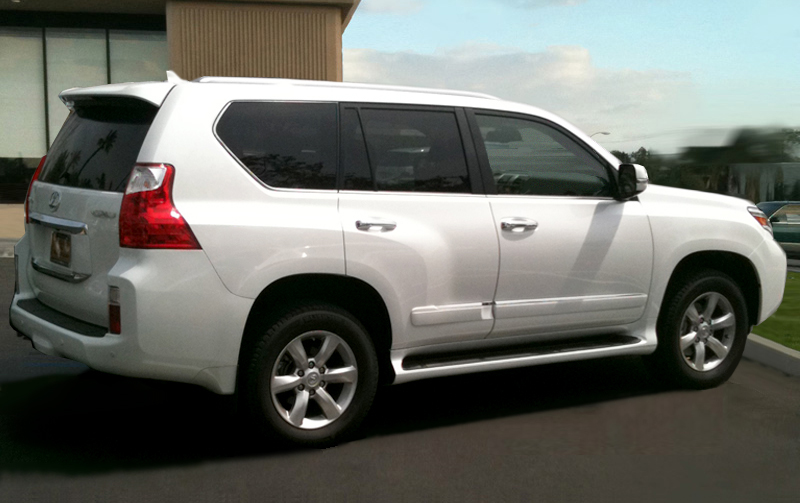
Tył Lexusa GX II przed liftingiem

W 2019 roku samochód poddano kolejnemu faceliftingowi. Samochód otrzymał nową stylistykę przodu z większą atrapą chłodnicy o charakterystycznym, plecionym wzorze, a także ostrzej zarysowane przednie światła. W standardowym wyposażeniu znalazł się pakiet systemów bezpieczeństwa czynnego Lexus Safety System +. W 2020 roku odświeżony Lexus GX trafił do sprzedaży na wybranych europejskich rynkach. Auto jest dostępne m.in. w Rosji i na Ukrainie.  

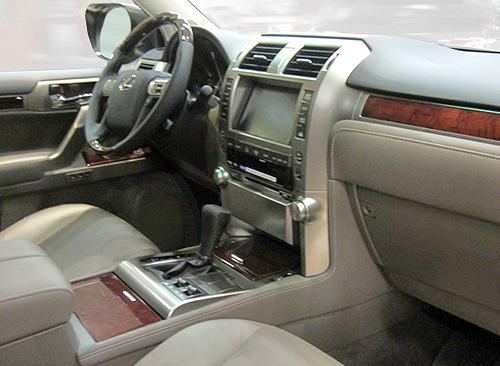
Wnętrze

## Trzecia generacja
W połowie 2023 roku Lexus zaprezentował trzecią generację modelu GX. Samochód ma ostrzejsze kształty, jest szerszy i dłuższy, lecz niższy. Lexus GX III powstał na platformie GA-F, a jego konstrukcja, podobnie jak w przypadku poprzedników, jest oparta na ramie. Samochód napędza turbodoładowana jednostka V6 3.5 o mocy 354 KM i maksymalnym momencie obrotowym wynoszącym 650 Nm, która jest połączona z 10-stopniową skrzynią automatyczną.

## Ciekawostki
- W 2024 roku we współpracy z firmą odzieżową Malbon Golf powstał limitowany do jednego egzemplarza GX 550 Malbon Edition, kierowany do entuzjastów golfa. Samochód cechują specjalne akcenty stylistyczne oraz wyposażenie ułatwiające transport sprzętu sportowego[13].